# Угре-Мар'є
Угре-Мар'є, повна назва Сосьєте анонім д'Угре-Мар'є (фр. Société anonyme d'Ougrée-Marihaye — «Акціонерне товариство Угре-Мар'є») — бельгійська компанія, консорціум, що володіла металургійними заводами й вугільними шахтами. Була однією з провідних компаній у галузі чорної металургії Бельгії. Була створена в 1900 році шляхом злиття металургійного комбінату в місті Угре (тепер в складі міста Серен) у провінції Льєж та вугільних шахт Мар'є. У 1955 році компанія об'єдналась з компанією «Джон Кокеріль» з утворенням компанії «Кокеріль-Угре».

## Історія
У 1809 році в місті Угре було створено залізоробний завод Угре (фр. La Fabrique de Fer d'Ougrée). У 1835 році в Угре було створено Товариство вугільних шахт і доменних печей Угре (фр. Société des Charbonnages et Hauts-Fourneaux d'Ougrée). Обидві ці компанії об'єдналися в 1892 році, утворивши акціонерне товариство Угре (фр. Société anonyme Ougrée), яке, своєю чергою, у 1900 році об'єдналося з Товариством вугільних шахт Мар'є (фр. Charbonnages de Marihaye). У підсумку було утворено Акціонерне тованиство Угре-Мар'є. 1905 року до компанії було приєднано металургійний завод у місті Роданж, що в Люксембурзі.

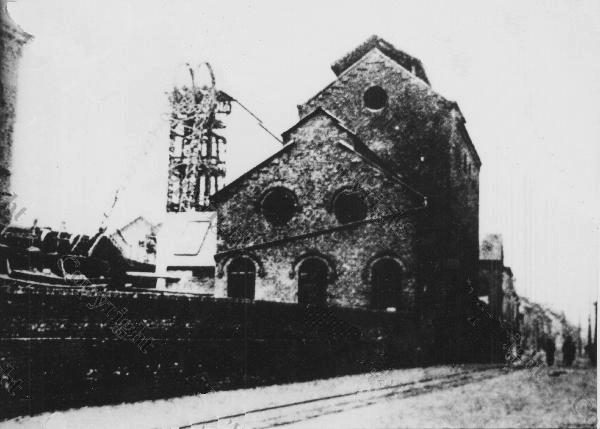
Шахта компанії у Серен.

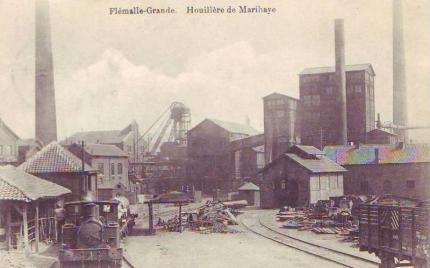
Шахта компанії у Флемаль.

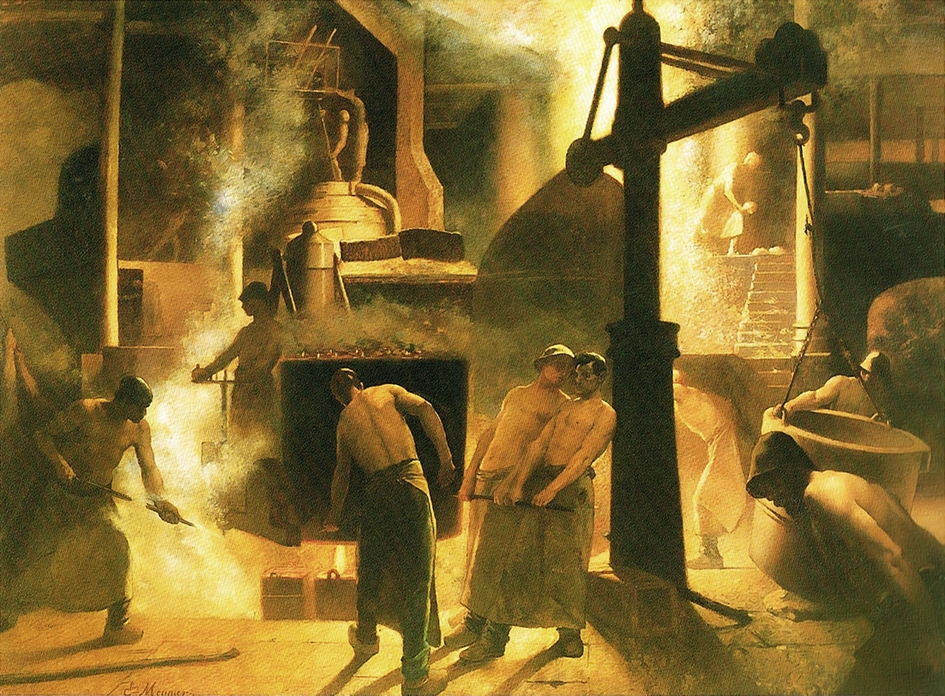
К. Меньє. Ливарня в Угре. Між 1885 і 1889. На картині зображено один з цехів заводу в Угре за кілька років до створення компанії «Угре-Мар'є».

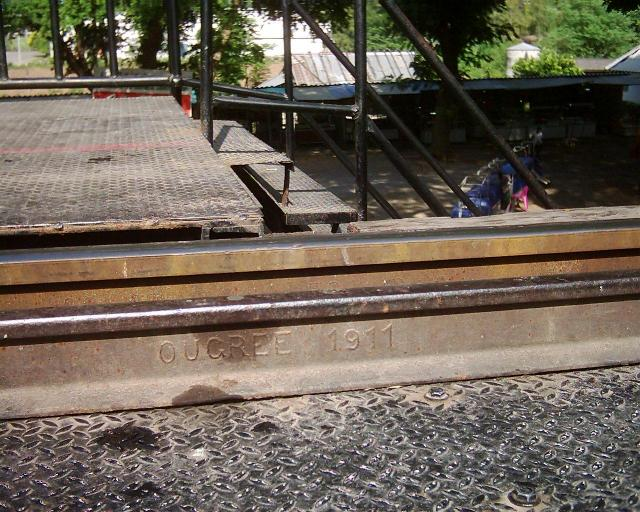
Залізнична рейка з фірмовим надписом, виготовлена в Угре у 1911 році. Залізнична колія в Таїланді.

Уже на початку 20 століття компанія була одним з основних виробників металу в Бельгії; у 1914 році вона експлуатувала 8 доменних печей і виробляла 500 000 тонн сталі на рік. Вона випускала напівфабрикати, бруски, балки, рейки та листи. Німецька окупація під час Першої світової війни залишила компанію спустошеною — лише з двома діючими доменними печами. Реконструкція виробничих потужностей відбулася між 1919 і 1924 роками.
У 1929 і 1931 роках компанія взяла під контроль низку інших металургійних і вугільних компаній Бельгії. Після економічної кризи 1929 року і великої депресії від компанії відокремились і стали незалежними кілька гірничо-металургійних підприємств — у Самбре і Роданж.
У 1949 році під контролем компанії «Угре-Марьє» перебувало близько 20 % усієї виплавки сталі в Бельгії, під контролем інших 2 компаній «Кокеріль» і «Провіданс» — 26 % і 12 % відповідно.

## Виноски
1. 1 2 3  Архів преси XX століття — 1908.
2. ↑   Экспортно-импортный словарь. — М.: Внешторгиздат. — 1954. — С. 709. (рос.)